# کستون بلدمن
کستون بلدمن (انگلیسی: Keston Bledman؛ زادهٔ ۸ مارس ۱۹۸۸) دونده اهل ترینیداد و توباگو است.
از افتخارات وی میتوان به کسب مدال طلا دو ۴×۱۰۰ متر امدادی در بازی‌های المپیک تابستانی ۲۰۰۸ اشاره کرد.